# کرتن (دهانه)
کرتن یک دهانه برخوردی در ماه‌ است.